# Aleksandr Kviatkovski
Pour les articles homonymes, voir Kwiatkowski.
Aleksandr Pavlovitch Kviatkovski (en russe : Алекса́ндр Па́влович Квятко́вский), né en 1888 et mort en 1968, est un poète, critique littéraire, théoricien de la versification et constructiviste russe et soviétique.

## Biographie
Aleksandr Kviatkovski naît le 22 avril 1888 (4 mai dans le calendrier grégorien) à Veremeïki (ru), dans l'ouiezd de Tchernikovski, gouvernement de Moguilev, dans l'Empire russe. Son père est le prêtre du village. Ses deux parents meurent en 1919 du choléra. 
En 1911, il s'inscrit à l'Institut psychoneurologique de Saint-Pétersbourg. Il y rencontre , qu'il épousera. Le cours de littérature est assuré par le philosophe, philologue et écrivain Kallistrat Jakov (ru). Sous son influence, Aleksandr Kviatkovski commence à écrire des poèmes et s'intéresse à la théorie littéraire. 
En 1912, il fait deux mois de prison à Kresty pour avoir participé à une manifestation étudiante. Il y est  à nouveau incarcéré en 1913 pour avoir tenté de passer en Norvège par la frontière finlandaise. En 1916, il est incorporé dans l'armée. Il sert dans le rang à Tsarskoïe Selo, et est démobilisé en 1918.
Il se rend avec sa famille alors à Barnaoul, où il est enrôlé en 1919 dans l'armée de Koltchak, mais déserte. En 1920-1921 il collabore à des journaux et magazines de Barnaoul, et publie ses premiers vers. À partir de 1921 il revient et travaille à Moscou. En 1923 il y devient membre d'un groupe littéraire constructiviste, le Centre littéraire des constructivistes, formé par Ilia Selvinski.
Dans les années 1920 il développe une théorie du vers « taktométrique » et introduit le concept de taktovik, dans un article de la revue constructiviste Biznes,. Il met en avant le modèle de la versification tonique, et s'appuie sur l'analyse de la distribution des syllabes accentuées dans le vers et de la variation du nombre des syllabes faibles et des pauses réalisées entre les accents. 
En 1933, il est victime des répressions staliniennes. Il est arrêté sur dénonciation, et passe deux mois dans La prison de la Boutyrka. Il est envoyé sur décision administrative dans la zone de la construction du canal de la mer Blanche. Il travaille à nouveau dans des journaux et magazines, et édite la revue Reforgeage («Перековка») pour les détenus. En 1937, il revient à Moscou, il publie en 1940 le Dictionnaire des termes poétiques («Словарь поэтических терминов»), sous la direction de Sergueï Bondi (ru), et en 1966, le Dictionnaire de la poésie (ru) («Поэтический словарь»), sous la direction d'Irina Rodnianskaïa (ru), œuvres qui reflètent sa conception théorique de la versification russe.
Il est membre à partir de 1958 de l'Union des journalistes, et à partir de 1964 de l'Union des écrivains de l'URSS. Aleksandr Kviatkovski meurt le 7 juin 1968.
Son principal ouvrage, Rythmologie du vers russe («Ритмология русского стиха») est publié en 2008 à Saint-Pétersbourg.

## Ouvrages
- (ru) Словарь поэтических терминов [« Dictionnaire des termes poétiques »], Moscou, изд. иностр. и нац. словарей,‎ 1940, 240 p. ;
- (ru) Поэтический словарь [« Dictionnaire de la poésie »], Moscou, Сов. Энцикл.,‎ 1966, 376 p. ;
- (ru) Ритмология [« Rythmologie »], Saint-Pétersbourg, ИНАПРЕСС,‎ 2008.